# ليونارد فريد
ليونارد فريد (بالإنجليزية: Leonard Freed)‏ هو مصور أخبار وصحفي ومصور أمريكي، ولد في 23 أكتوبر 1929 في بروكلين في الولايات المتحدة، وتوفي في 29 نوفمبر 2006 في نيويورك في الولايات المتحدة بسبب سرطان البروستاتا.

## وصلات خارجية
- ليونارد فريد على موقع الموسوعة البريطانية (الإنجليزية)
- ليونارد فريد على موقع ميوزك برينز (الإنجليزية)
- ليونارد فريد على موقع ديسكوغز (الإنجليزية)